# Adehkeem Brown
Adehkeem Brown (Saint Louis, ...) è un giocatore di football americano statunitense che milita nel ruolo di defensive back negli Straubing Spiders.

## Career Achievements
- 2017 Don Hansen All American Honorable Mention Selection Defensive Back

- 2018 Hero Sports Pre Season All American Defensive Back
- 2017 2nd Team DON HANSEN'S ALL-SUPER REGION FOUR TEAM Defensive Back
- 3x All GLVC Defensive Back
- Quincy University All Time interceptions Leader
- GLVC Conference Career Interceptions Leader